# (4076) Dörffel
(4076) Dörffel es un asteroide perteneciente al cinturón de asteroides, descubierto el 19 de octubre de 1982 por Freimut Börngen desde el Observatorio Karl Schwarzschild, en Tautenburg, Alemania.

## Designación y nombre
Designado provisionalmente como 1982 UF4. Fue nombrado Dörffel en honor al astrónomo alemán Georg Samuel Dörffel.